# تاريخ لشبونة

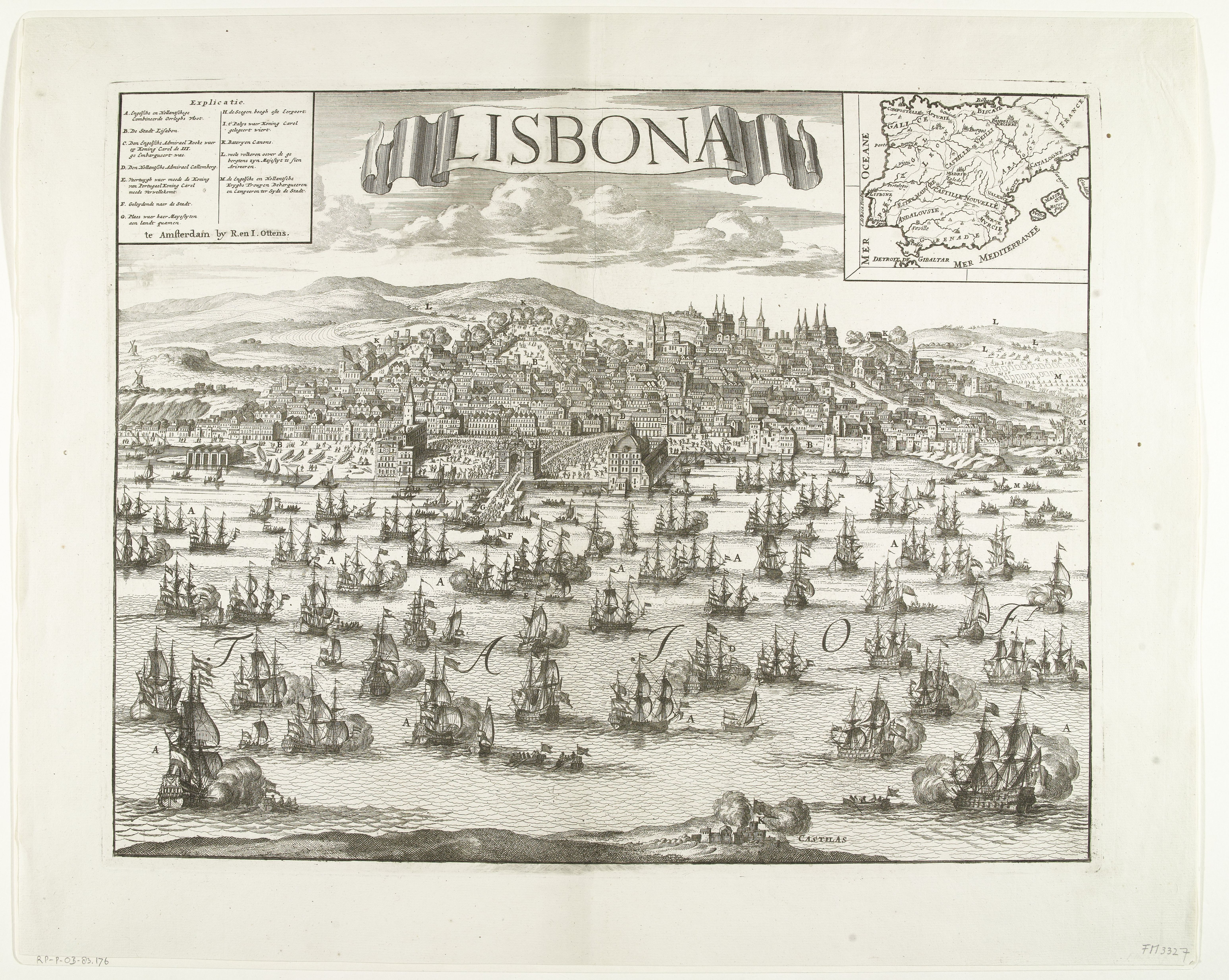
وصول الأسطول الهولندي الإنجليزي مع الملك تشارلز الثالث إلى لشبونة، 1704.

يدور تاريخ لشبونة، عاصمة البرتغال، حول موقعها الجغرافي الاستراتيجي عند مصب نهر تاجة، وهو أطول نهر في شبه الجزيرة الإيبيرية. إن المرفأ الطبيعي الواسع والمحمي جعل المدينة تاريخياً ميناءً هامًا للتجارة بين البحر الأبيض المتوسط وشمال أوروبا. تمتعت لشبونة منذ فترة طويلة بالمزايا التجارية لقربها من جنوب أوروبا الغربية وأقصاها، وكذلك إلى أفريقيا جنوب الصحراء الكبرى والأمريكيتين، واليوم أصبحت ضفتها محاطة بأميال من أحواض السفن والأرصفة ومرافق الأحواض الجافة التي تستوعب أكبر ناقلات النفط.
خلال العصر الحجري الحديث، سكنت الشعوب قبل الكلتية المنطقة؛ وما تزال بقايا آثارها الحجرية موجودة اليوم في محيط المدينة. ولشبونة واحدة من أقدم المدن في أوروبا الغربية، مع تاريخ يمتد إلى فترة الاستيطان الأصلي للسكان الأصليين الإيبريين، والكلت، وإنشاء مراكز تجارية فينيقية ويونانية (نحو 800 - 600 قبل الميلاد)، وتلى ذلك استيطان متتالٍ للمدينة من قبل شعوب مختلفة، منهم القرطاجيون والرومان والسويبيون والقوط الغربيون والموريون. دخلت الجيوش الرومانية شبه الجزيرة الإيبيرية لأول مرة في عام 219 قبل الميلاد، واحتلت المدينة اللوسيتانية أوليسيبو (لشبونة) عام 205 قبل الميلاد، وبعد فوزها في الحرب البونيقية الثانية ضد القرطاجيين. مع انهيار الإمبراطورية الرومانية، غزت موجات القبائل الجرمانية شبه الجزيرة، وبحلول عام 500 بعد الميلاد، سيطرت مملكة القوط الغربيين على معظم هسبانيا.
في عام 711، غزا الموريون الإسلاميون، ومعظمهم من البربر والعرب من المغرب العربي، شبه الجزيرة الإيبيرية المسيحية، وغزوا لشبونة عام 714. أصبحت البرتغال الحالية جزءًا من إمارة قرطبة ثم جزءًا من الدولة التالية، خلافة قرطبة. على الرغم من محاولات الاستيلاء عليها من قبل النورمان عام 844 وألفونسو السادس عام 1093، بقيت لشبونة ضمن السيطرة الإسلامية. وفي عام 1147، بعد حصار دام أربعة أشهر، استولى الصليبيون المسيحيون بقيادة أفونسو الأول على المدينة وعاد الحكم المسيحي. وفي عام 1256، نقل أفونسو الثالث عاصمته من كويمبرا إلى لشبونة، مستفيدًا من ميناء المدينة الممتاز وموقعها المركزي الاستراتيجي.
ازدهرت لشبونة في القرنين الخامس عشر والسادس عشر كمركز لإمبراطورية شاسعة خلال فترة الاستكشافات البرتغالية، وكان هذا عصرًا للاستكشاف البحري الواسع، راكمت مملكة البرتغال عبره ثروة وقوة كبيرة من خلال استعمارها لآسيا وأمريكا الجنوبية وأفريقيا وجزر المحيط الأطلسي. ما يزال من الممكن رؤية دليل ثراء المدينة اليوم في الهياكل الرائعة التي بنيت في ذلك الوقت، مثل دير جيرونيموس وبرج بيليم القريب منه، وصنف كل منها موقعًا للتراث العالمي لليونسكو في عام 1983.
أدى زلزال لشبونة عام 1755، بالاشتراك مع الحرائق والتسونامي اللاحقين، إلى تدمير لشبونة بالكامل والمناطق المجاورة. لكن سيباستياو جوزيه دي كارفالو إي ميلو، أول ماركيز لبومبال، أخذ زمام المبادرة في الأمر بإعادة بناء المدينة، وكان مسؤولاً عن إنشاء المنطقة المالية والتجارية الأنيقة في بايشا بومبالينا (البلدة الدنيا البومبالية).
أثناء حرب شبه الجزيرة، (1807-1814) بدأت قوات نابليون احتلالًا للمدينة دام أربع سنوات في ديسمبر 1807، وغرقت لشبونة مع بقية البلاد بالفوضى. وبعد انتهاء الحرب في عام 1814، أعلن عن دستور جديد ومُنحت البرازيل الاستقلال. وقد جلب القرن العشرون اضطرابًا سياسيًا إلى لشبونة والأمة كاملة. في عام 1908، في ذروة الفترة المضطربة للحركة الجمهورية، اغتيل الملك كارلوس ووريثه لويس فيليبي في ساحة القصر. وفي 5 أكتوبر 1910، نظم الجمهوريون انقلابًا أطاح بالملكية الدستورية وأسس الجمهورية البرتغالية. وحدث 45 تغييرًا في الحكومة من عام 1910 حتى عام 1926.
حكم نظام إستادو نوفو اليميني البلاد من عام 1926 حتى عام 1974، وقد قمعت الحريات المدنية والحرية السياسية في الديكتاتورية الأطول عمرًا في أوروبا الغربية. والتي أطيح بها في النهاية عبر ثورة القرنفل (Revolução dos Cravos)، التي انطلقت في لشبونة بانقلاب عسكري في 25 أبريل 1974. وانضمت إلى الحركة حملة شعبية من المقاومة المدنية، ما أدى إلى سقوط نظام إستادو نوفو، واستعادة الديمقراطية، وانسحاب البرتغال من مستعمراتها الأفريقية وتيمور الشرقية. وبعد الثورة، تدفق كم كبير من اللاجئين من المستعمرات الأفريقية السابقة إلى لشبونة في عامي 1974 و1975.
انضمت البرتغال إلى السوق الأوروبية المشتركة (إي سي) في عام 1986، وحصلت بعد ذلك على تمويل ضخم لدعم إعادة التنمية. وحُسنت البنية التحتية المحلية في لشبونة عبر الاستثمار الجديد وأصبح ميناء الحاويات الخاص بها أكبر ميناء على ساحل المحيط الأطلسي. وكانت المدينة في دائرة الضوء كعاصمة الثقافة الأوروبية لعام 1994، بالإضافة إلى استضافة إكسبو 98 وبطولة أمم أوروبا لكرة القدم عام 2004. وشهد عام 2006 استمرار مشاريع التجديد الحضري في جميع أنحاء المدينة، بدءًا من ترميم براسا دي توروس (حلبة مصارعة الثيران في لشبونة) وإعادة افتتاحه كمكان لمختلف المناسبات، إلى تحسينات في نظام المترو وإعادة تأهيل المباني في الفاما.

## عصور ما قبل التاريخ حتى العصر الحجري الحديث
هناك آثار لاستيطان البشر لآلاف السنين في منطقة لشبونة الحالية. كانت تضاريسها جذابة بفضل مزايا المسكن بالقرب من نهر تاجة ومصبه. ربما كان أوائل البشر المستوطنين هم النياندرتال، الذين انقرضوا تدريجيًا منذ نحو 30 ألف عام، عندما دخل البشر الحديثون إلى شبه الجزيرة الإيبيرية. وخلال العصر الحجري الحديث، كانت المنطقة مأهولة بالسكان من قبل أشخاص مجهولين عاشوا في مجتمعات زراعية بالقرب من الساحل. يبدو أن بعض غرف الدفن الميغاليثية (الجنادل) في المنطقة المحيطة بلشبونة قد بُنيت على يد شعوب الصيد الرعوي في العصر الحجري المتوسط. وبنوا آثار دينية تسمى الميغاليث (الجندل) والدولمن (المناطير) والشواهد القائمة التي ما تزال موجودة في محيط المدينة. ولا يظهر الاستيطان الدائم في السجل الآثاري حتى نحو 2500 قبل الميلاد.